# Supercoppa polacca 2005 (pallavolo femminile)
La Supercoppa polacca di pallavolo femminile 2005 si è svolta nel 2005: al torneo hanno partecipato due squadre di club polacche e la vittoria finale è andata per la prima volta al Klub Sportowy Pałac Bydgoszcz.

## Regolamento
Le squadre hanno disputato una gara unica.

## Squadre partecipanti
| Squadra         | Qualificazione                      | Ultima partecipazione |
| --------------- | ----------------------------------- | --------------------- |
| Pałac Bydgoszcz | Vincitrice Coppa di Polonia 2004-05 | Debutto               |
| Calisia         | Vincitrice I liga seria A 2004-05   | Debutto               |

## Torneo
| 2005 ?, ? Durata: ? - Spettatori: ? | Calisia | 2 - 3 | Pałac Bydgoszcz | 13-25, 21-25, 25-19, 25-21, 14-16 |